# 16074 Georgekaplan
A 16074 Georgekaplan (ideiglenes jelöléssel 1999 RR129) a Naprendszer kisbolygóövében található aszteroida. A LINEAR projekt keretében fedezték fel 1999. szeptember 9-én.